# Kazimierz Siemieński
Kazimierz Ignacy Siemieński (ur. 28 czerwca 1898 w Bochni, zm. 20 sierpnia 1938 w Krakowie) – podporucznik piechoty Wojska Polskiego, działacz niepodległościowy, filolog, profesor gimnazjum.

## Życiorys
Urodził się 28 czerwca 1898 w Bochni, w rodzinie Władysława i Józefy z Kubasiewiczów. Był wnukiem powstańca styczniowego . Mógłbyć spokrewniony (brat?) ze Stanisławem (ur. 17 listopada 1894 w Bochni), podporucznikiem piechoty Wojska Polskiego, profesorem gimnazjum, dyrektorem szkoły handlowej, zamieszkałym w Radomsku przy ul. Limanowskiego 43.
W czasie I wojny światowej walczył w szeregach 4 Pułku Piechoty Legionów Polskich. Pod koniec wojny znajdował się w Akademii Rolniczej w Dublanach. W listopadzie 1918 z plutonem Dublańczyków wziął udział w obronie Lwowa, a później walczył na wojnie z bolszewikami .
1 czerwca 1921 pełnił służbę w Dziale Budowlano-Kwaterunkowym Dowództwa Okręgu Generalnego Kraków, a jego oddziałem macierzystym był 20 Pułk Piechoty. 8 stycznia 1924 został zatwierdzony w stopniu podporucznika ze starszeństwem z 1 czerwca 1919 i 1538. lokatą w korpusie oficerów rezerwy piechoty. Posiadał wówczas przydział w rezerwie do 30 Pułku Piechoty w Warszawie. W 1934 pozostawał w ewidencji Powiatowej Komendy Uzupełnień Łódź Miasto II. Posiadał przydział do 14 Pułku Piechoty we Włocławku.
Po ukończeniu studiów rozpoczął pracę jako nauczyciel. Ostatnio był profesorem Państwowego Gimnazjum Męskiego w Łodzi . Zmarł 20 sierpnia 1938 w Krakowie „po dłuższej chorobie”  . Trzy dni później został pochowany w Radomsku .

## Ordery i odznaczenia
- Krzyż Walecznych dwukrotnie – 1922 „za udział w b. Legionach Polskich”[17]
- Złoty Krzyż Zasługi[4]
- Medal Niepodległości – 4 listopada 1933 „za pracę w dziele odzyskania niepodległości”[18][2]
- Krzyż Obrony Lwowa z mieczami[4]
- Odznaka pamiątkowa „Orlęta”[4]
- Srebrny Medal Waleczności 2. klasy[19]

26 października 1936 Komitet Krzyża i Medalu Niepodległości ponownie rozpatrzył jego wniosek, lecz Krzyża Niepodległości nie przyznał.